# Remington Steele
Remington Steele is een Amerikaanse detectiveserie, die op de Amerikaanse televisie werd uitgezonden van 1982 tot 1987.
De serie focust op de privédetective Laura Holt (Stephanie Zimbalist) en Remington Steele (Pierce Brosnan), een stand-in voor Holt omdat veel klanten niet bereid zijn om een vrouwelijke detective in te huren.

## Rolverdeling
- Remington Steele - Pierce Brosnan
- Laura Holt - Stephanie Zimbalist
- Mildred Krebs (1983-1987) - Doris Roberts
- Bernice Fox (1982-1983) - Janet DeMay
- Murphy Michaels (1982-1983) - James Read
- Tony Roselli (1986-1987) - Jack Scalia
- Felicia / Anna Simpson / Catherine Simone (1982-1985) - Cassandra Harris